# Olof Peter Swartz
Pour les articles homonymes, voir Swartz.
Olof Peter Swartz est un botaniste suédois, né à Norrköping le 21 septembre 1760 et mort à  Stockholm le 19 septembre 1818.

## Biographie
Il étudie auprès de Carl von Linné le Jeune et obtient un doctorat en 1781. Swartz voyage en Laponie en 1780 avec plusieurs autres botanistes. En 1783, il voyage en Amérique du Nord et aux Caraïbes et s’arrête principalement en Jamaïque et sur l’île d’Hispaniola. En 1786, il part à Londres préparer sa flore. Il y rencontre Sir Joseph Banks qui, impressionné par ses connaissances botaniques, lui offre un poste à la Compagnie britannique des Indes orientales comme médecin itinérant. Swartz refuse cette offre et retourne en Suède en 1787. Dix ans plus tard, il propose à l’Académie royale des sciences de Suède un système de bourse de voyages inspiré des méthodes utilisées par Banks au Royaume-Uni. 
En 1791, il reçoit le poste de professeur de botanique à l’Académie des sciences de Stockholm et devient directeur du Bergianska trädgården. 
En 1808, il succède à Conrad Quensel (1767-1806) comme conservateur de l’Académie des sciences. Il fait paraître en 1809 le catalogue des collections de l’Académie.
Son herbier, riche de 6 000 spécimens, est actuellement conservé au Muséum suédois d'histoire naturelle. Swartz est surtout connu pour ses travaux sur les ptéridophytes et est considéré comme le premier spécialiste de la classification des Orchidaceae (il est l’auteur de la première analyse critique de la littérature consacrée à ces fleurs). Il est aussi le premier à montrer que la plupart des orchidées ont une étamine tandis que celles de la sous-famille des Cypripedioideae en ont deux.

## Liste partielle des publications
- Nova genera et species plantarum seu prodromus, 1788, Stockholm. Version numérique sur Botanicus.
- Observationes botanicae, 1791
- Icones plantarum incognitarum, 1794-1800
- Flora Indiae occidentalis, 1797-1806
- Synopsis Filicum, 1806
- Summa vegetabilium Scandinaviae, 1814

## Source
- (en) Cet article est partiellement ou en totalité issu de l’article de Wikipédia en anglais intitulé « Olof Swartz » (voir la liste des auteurs) (version du 7 octobre 2006).